# Фонтан «Мудре Правління»
Фонтан «Мудре Правління» — твір скульптора доби бароко Георга Доннера, розташований на площі Неє Маркт у Відні.

## Стилістика і виконання
У Відні реконструювали торгову площу. На вивільненому місці було вирішено створити фонтан. Скульптор Георг Доннер, один з найкращих митців в тодішній Австрії, отримав замову на створення скульптур для нового фонтану. Цим він переміг свого часу італійського скульптора Лоренцо Маттієллі, що довго працював в австрійській столиці.
Досвід митця підказував йому звернутися до відомих зразків і, відштовхнувшись від них, створити щось самостійне, неповторне. Працюючи в тогочасній, панівній стилістиці бароко, Доннер зупинився на створенні алегорій австрійських річок, що несли власні води в Дунай. Аби дотриматись симетрії — алегорій було чотири. Їх і розмістили на головних осях басейну з водою. В руки алегоріям річок скульптор вклав відповідні атрибути — горщик, мушлю, з яких струменить вода, весло від човна тощо.
Але головне місце в басейні з водою посідала алегорична фігура жінки на високому постаменті, що уособлювала чи то Божу Прихильність, чи то Мудре Правління. Нижче митець розмістив путті, що грають з рибами, з рота яких теж б'ють водні струмені. Нема тут і прямого уславлення імператора чи віденського магістрату — лише натяк і наголос на Мудре Правління.
Як більшість монументалістів, Доннер працював за замовами багатих церков («Оплакування Христа», собор в Гурку, «Св. Мартин і жебрак», собор в Братиславі), так і по замовам імператора, тобто державними на той час. Його художня манера не пручалася впливам Лоренцо Берніні чи навіть італійського маньєризму, про що свідчать закручені жіночі фігури Андромеди, алегорія річки Марч. Але жести його скульптур позбавлені порожнього ефекту і наближені до реальності. Майстер добре відчував метал, і мерехтлива поверхня шліфованих скульптур досі додає його творам виразності і наближає до довершеності.
Імператриця Марія Терезія, побожна прихильниця строгої моралі, була засмучена оголеністю фонтанних алегоричних фігур і наказала зняти їх. Якийсь час їх зберігали в підвалах міського арсеналу. Оригінали Доннера передадуть скульпторові Йогану Мартину Фишеру з побажанням зробити нові, але більш цнотливі. У Фішера вистачило здорового глузду розгледіти значну мистецьку вартість в творах померлого майстра, відреставрувати їх і наполягати на поверненні тих на первісні місця.
Відень не схожий за кліматом на південний Рим чи спекотний Палермо — необхідності у фонтанах Відень не мав. Цього потребувала стилістика бароко. Оригінали свинцевих алегорій Доннера могли швидко зіпсуватися, як це сталося з свинцевими скульптурами в Петергофі чи Літньому саду Петербурга. Віденці 1873 року сховали оригінали в Музей бароко, аби не втратити їх назавжди. А замінили — більш довготривалими з бронзи.
Технічний устрій та бравурні ефекти значно ускладнили побудову сучасних фонтанів. На їх тлі водні струмені фонтану " Мудре Правління " здаються слабким відгомоном давно минулих літ. Але сила цього твору Доннера не в могутніх водяних забавах, а в наближеності до людської мови і в співбесіді води та краси скульптур, близьких до поезії і далеких від марноти сучасності.

## Галерея

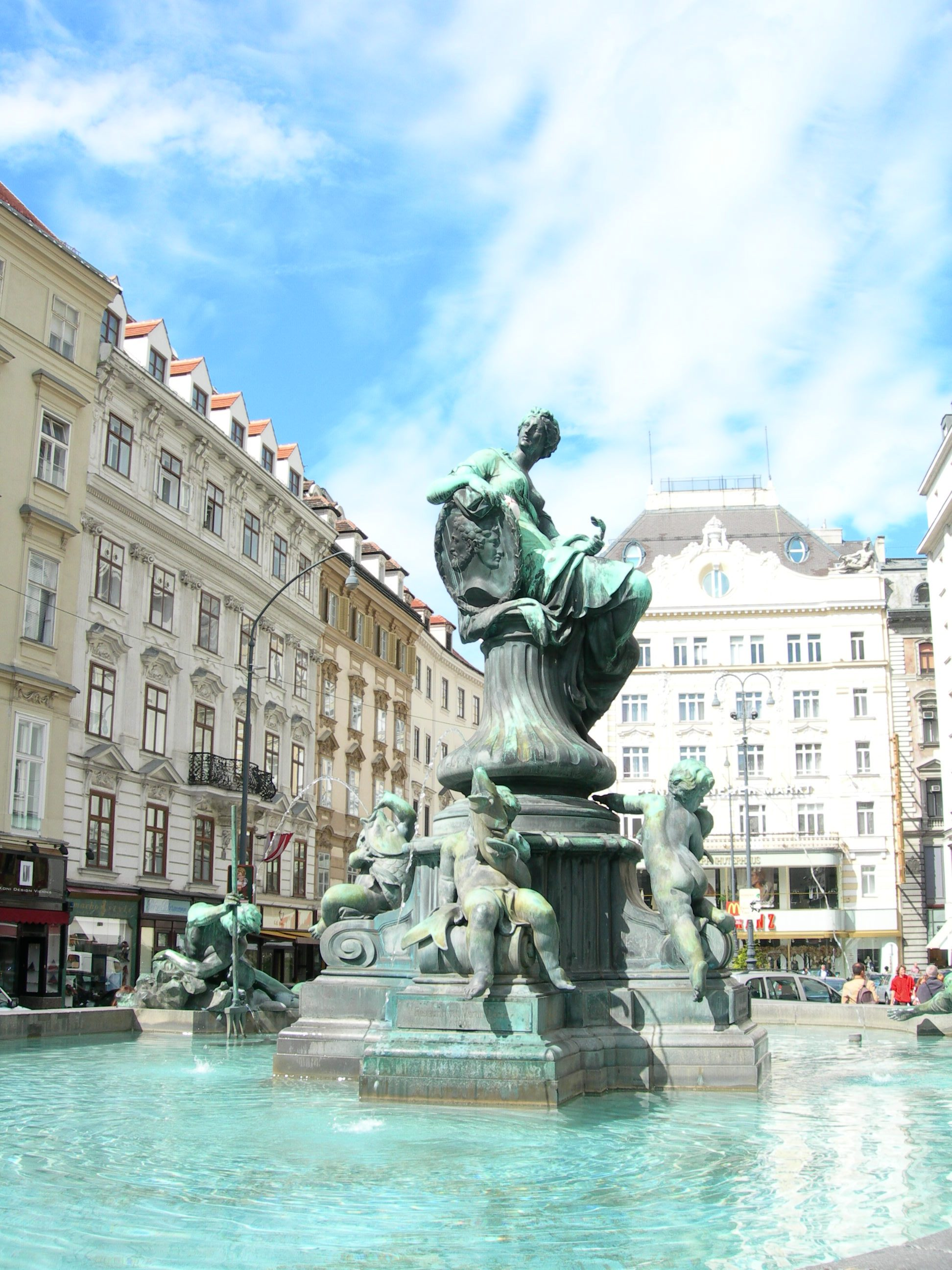
Центр фонтану, загальний вигляд
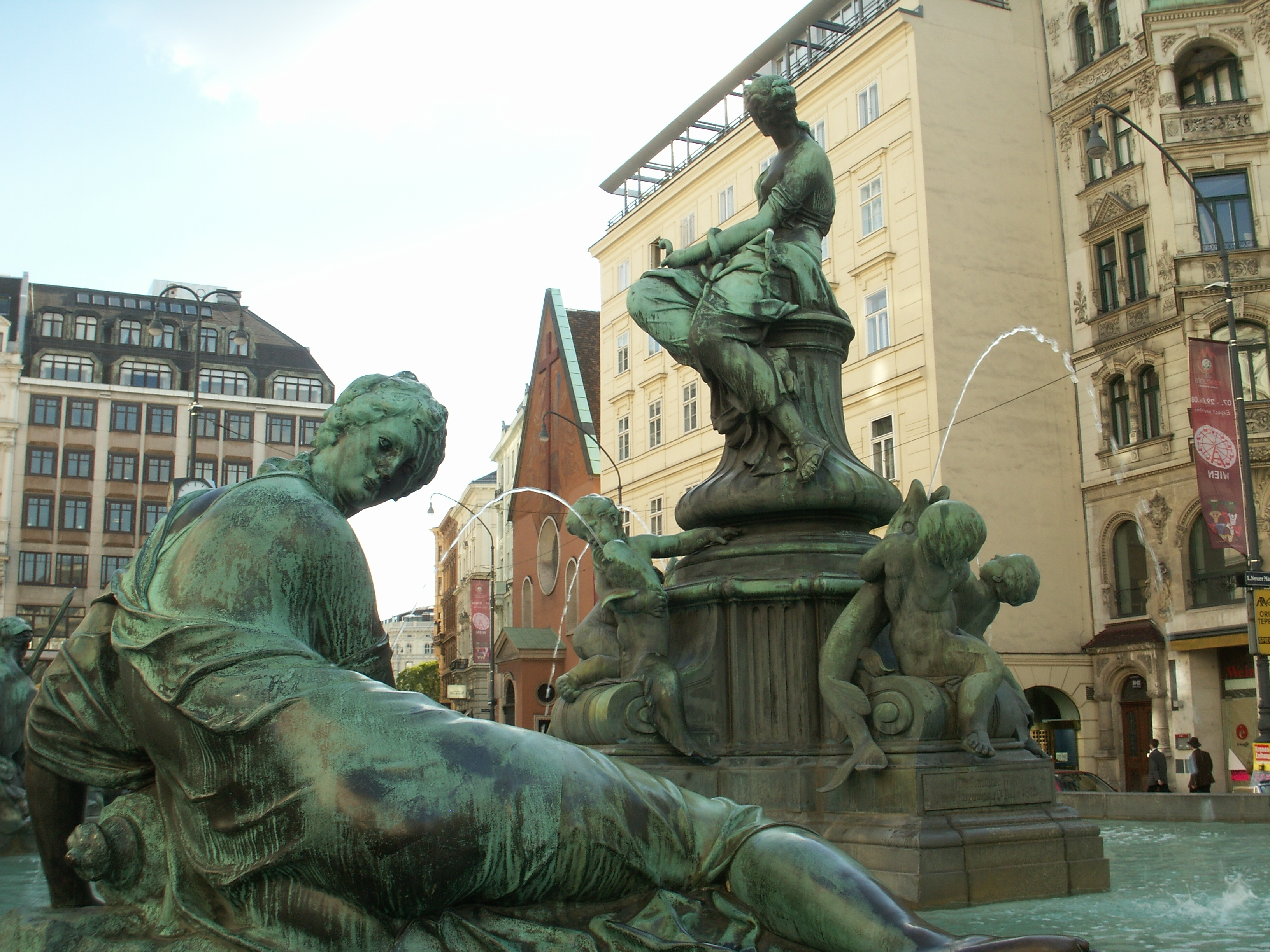
Алегорія річки Іббс з горщиком
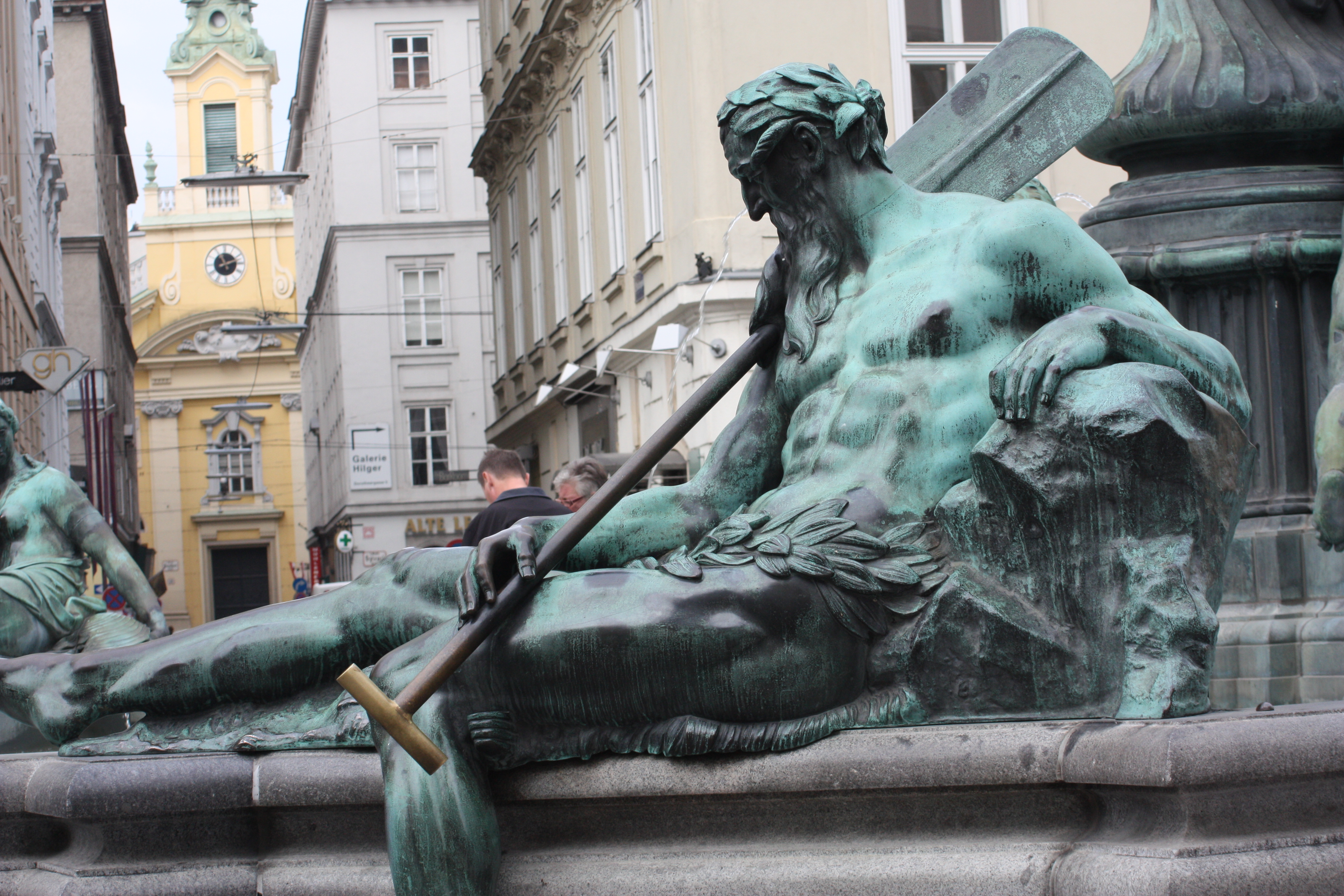
Алегорія річки Еннс у вигляді старого з веслом
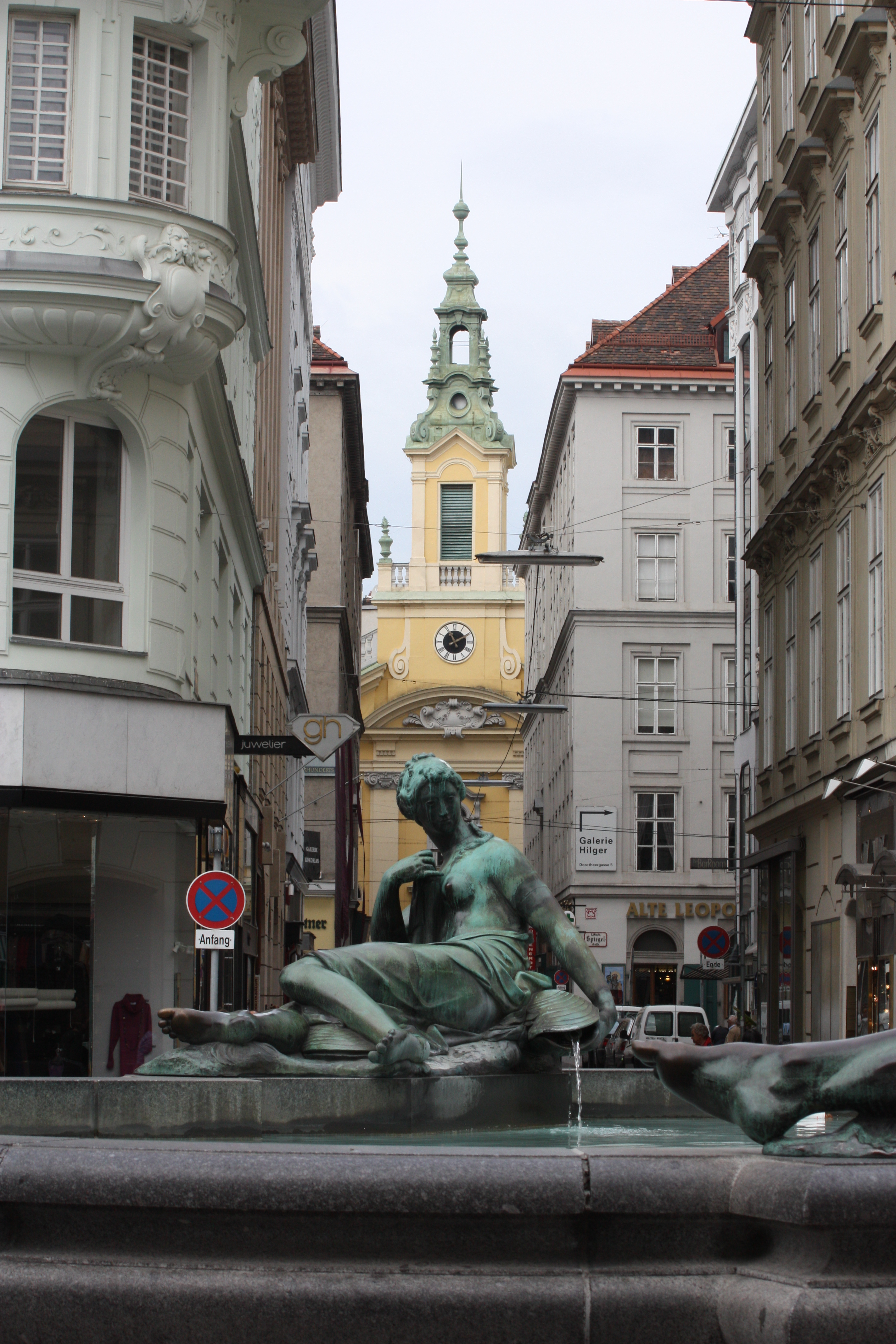
Алегорія річки Іббс подана наче в вологій сукні, що налипла на тіло
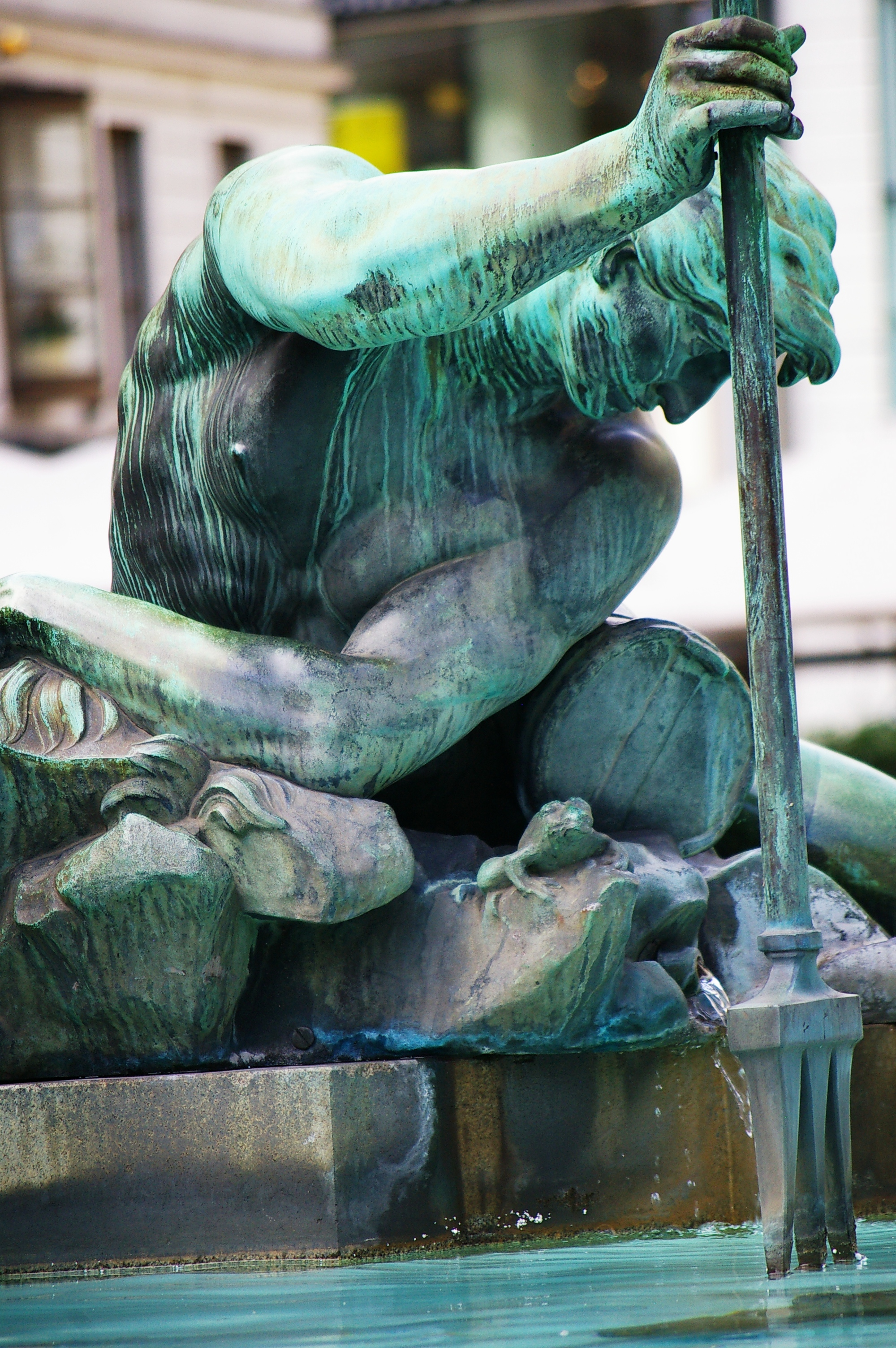
Юнак з тризубцем, алегорія річки Траун
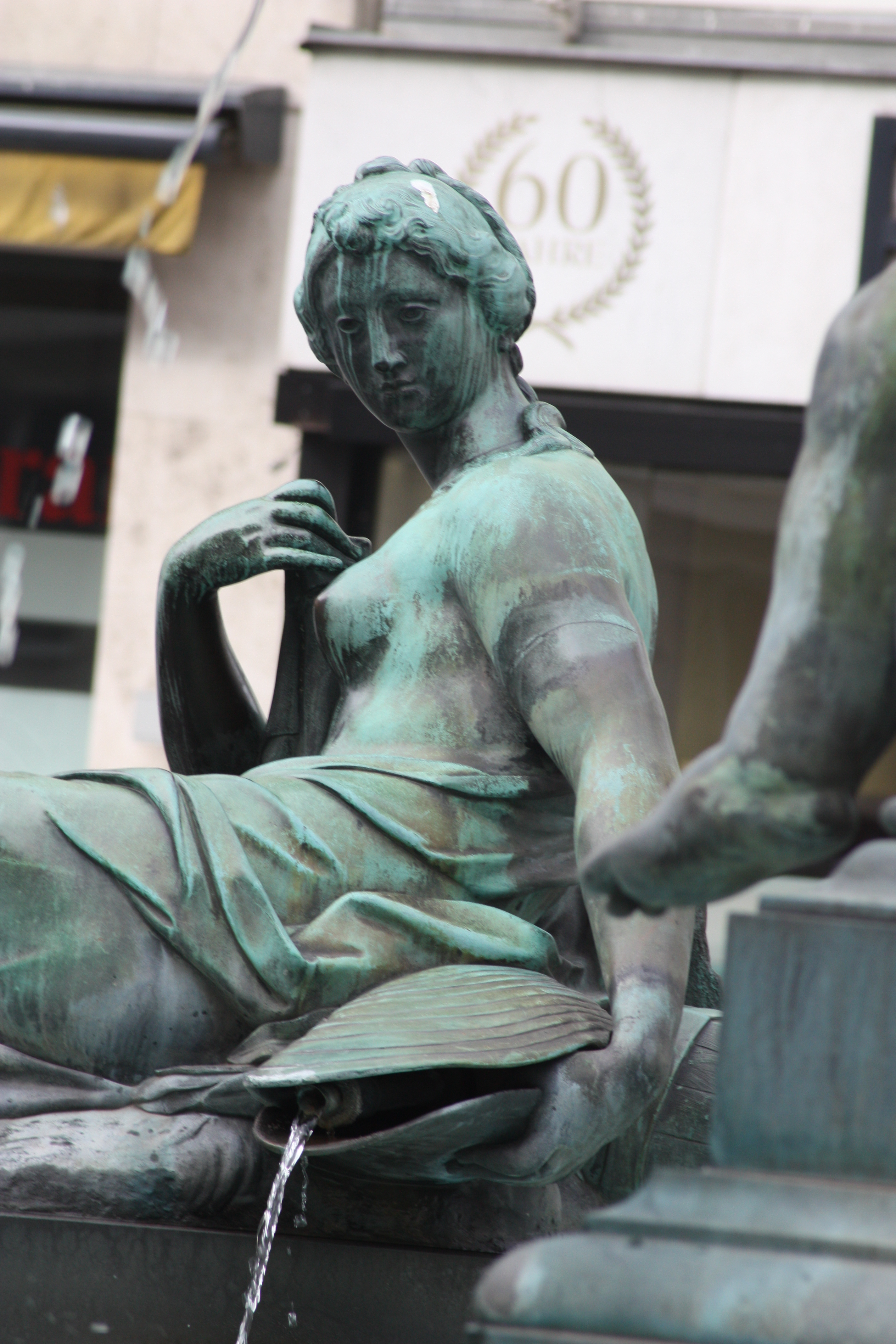
Алегорія річки Марч з мушлею
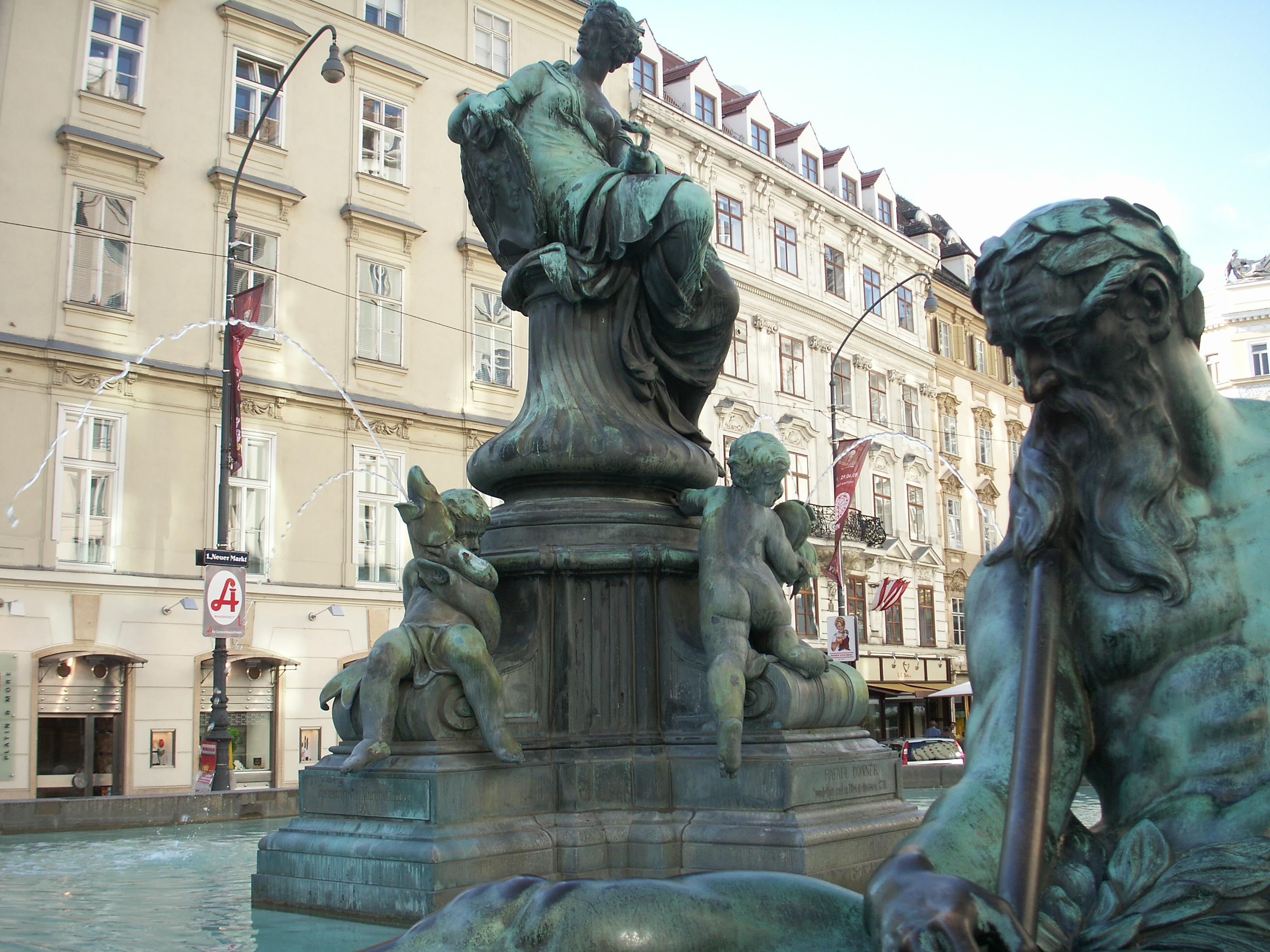
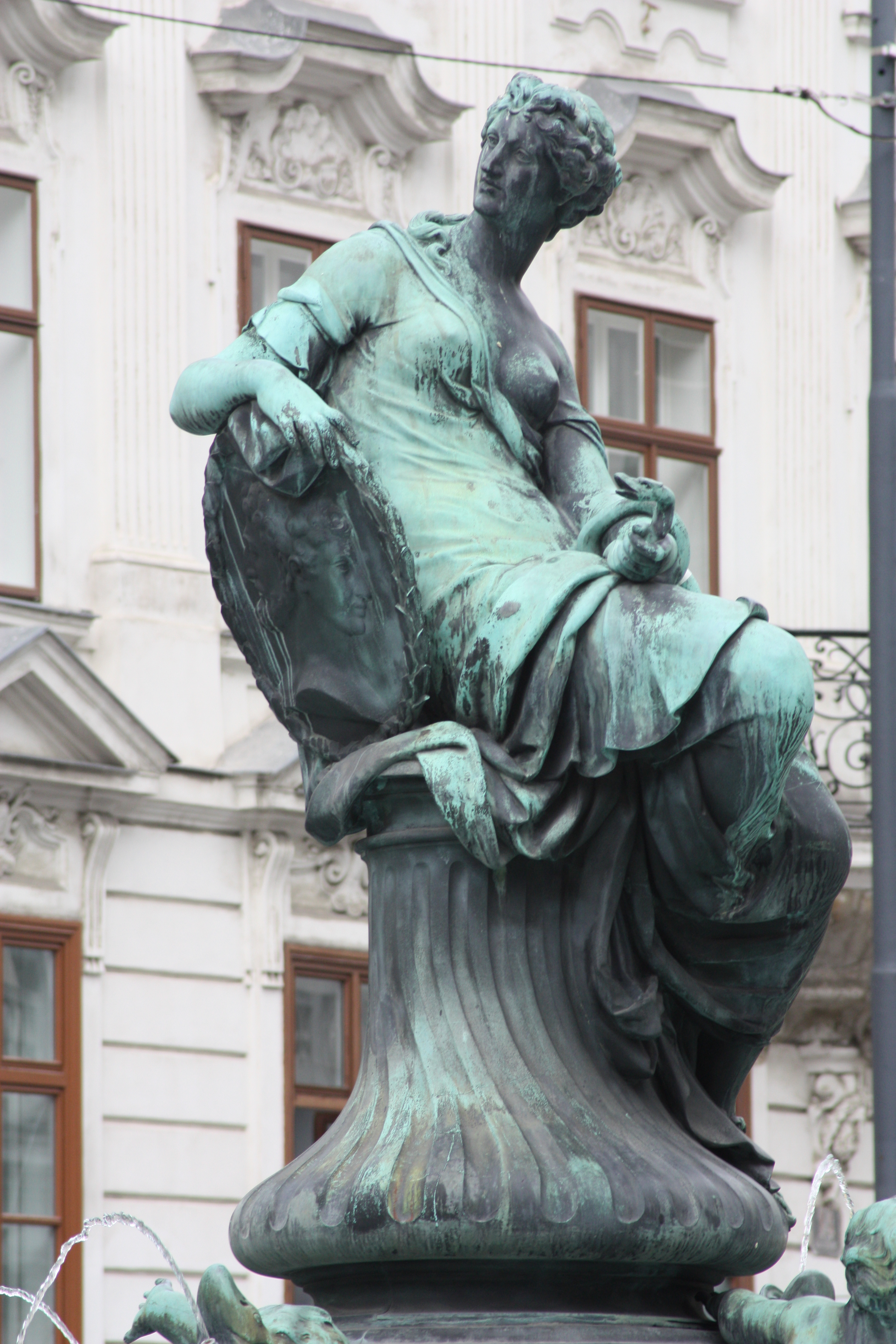